# Научно-исследовательский институт ревматологии имени В. А. Насоновой
Научно-исследовательский институт ревматологии имени В. А. Насоновой, сокращённо НИИР, ранее — Государственный НИИ ревматизма, — российская научная организация, созданная в 1958 году и действующая под эгидой Российской академии медицинских наук.

## История
В 1958 году был создан Государственный НИИ ревматизма под руководством академика АМН СССР А. И. Нестерова. Он расположился в Москве, на ул. Петровка, д. 25, в здании бывшего Государственного института физиатрии и ортопедии (ГИФО), существовавшего с 1920 года и объединённого с Центральным институтом курортологии.
В 1971 году на базе артрологического отделения института был открыт Всесоюзный артрологический центр.
В 1983 году в институте прошёл X Европейский конгресс ревматологов.
В 1988 году институт и его филиалы переехали из разных мест в новое здание на Каширском шоссе, д. 34а.
В 2005 году на базе института был открыт первый центр терапии генно-инженерными биологическими препаратам (ГИБП) в России.

## Сотрудники
Директора:
- 1958—1970: академик АМН СССР А. И. Нестеров[1].
- 1970—2001: академик РАМН В. А. Насонова[3].
- 2001—2018: академик РАМН Е. Л. Насонов
- 2018—н. в.: член-корреспондент РАН А. М. Лила[4].

Научные руководители:
- 2018—н. в.: академик РАМН Е. Л. Насонов

Другие известные сотрудники: академик АМН СССР Е. И. Тареев, профессора Н. Н. Кузьмина, Я. А. Сигидин, З. С. Алекберова, Л. И. Беневоленская, В. П. Павлов.

## Названия
- Государственный НИИ ревматизма Министерства здравоохранения РСФСР (1958—?)
- НИИ ревматизма АМН СССР (?—1982)
- НИИ ревматологии АМН СССР (1982[3]—1992)
- НИИ ревматологии РАМН (1992—2013)
- НИИ ревматологии имени В. А. Насоновой Министерства здравоохранения России (2013[4]—н. в.)